# Doubs (commune)
Pour les articles homonymes, voir Doubs.
Doubs est une commune française située dans le département du Doubs, en Franche-Comté, dans la région administrative Bourgogne-Franche-Comté. Limitrophe de Pontarlier, Doubs est située dans le Haut-Doubs et est traversée par le Doubs.

## Gentilé
Ses habitants s'appellent les Doubsiens ou localement les Guerrats. Ce nom vient d’une légende locale, qui raconte que durant la Guerre de Dix Ans, la commune de Doubs se retrouva assiégée. Prise au piège durant plusieurs mois, sans aucun contact avec l’extérieur, elle fut marquée rapidement par l’installation de rats dans le village. Ils donnèrent ainsi leur nom aux habitants : Guerre + Rats donna Guerrats.

## Géographie

### Localisation
Doubs est une commune limitrophe de Pontarlier située en Franche-Comté, dans le Haut-Doubs, zone la plus élevée du département du Doubs. Proche de la frontière suisse, elle se trouve plus précisément à 23 kilomètres à vol d'oiseau au sud-est de Besançon, et à 49 kilomètres à vol d'oiseau au nord-ouest de Lausanne.
Son altitude moyenne est de 800 mètres.

### Climat
Pour des articles plus généraux, voir Climat de la Bourgogne-Franche-Comté et Climat du Doubs.
En 2010, le climat de la commune est de type climat de montagne, selon une étude du Centre national de la recherche scientifique s'appuyant sur une série de données couvrant la période 1971-2000. En 2020, Météo-France publie une typologie des climats de la France métropolitaine dans laquelle la commune est exposée à un climat de montagne ou de marges de montagne et est dans la région climatique  Jura, caractérisée par une forte pluviométrie en toutes saisons (1 000 à 1 500 mm/an), des hivers rigoureux et un ensoleillement médiocre. 
Pour la période 1971-2000, la température annuelle moyenne est de 7,5 °C, avec une amplitude thermique annuelle de 16,4 °C. Le cumul annuel moyen de précipitations est de 1 561 mm, avec 13,5 jours de précipitations en janvier et 11,2 jours en juillet. Pour la période 1991-2020, la température moyenne annuelle observée sur la station météorologique de Météo-France la plus proche, « Pontarlier », sur la commune de Pontarlier à 2 km à vol d'oiseau, est de 8,8 °C et le cumul annuel moyen de précipitations est de 1 463,6 mm. 
La température maximale relevée sur cette station est de 38 °C, atteinte le 25 juillet 2019 ; la température minimale est de −32 °C, atteinte le 12 janvier 1987,,. 
| Mois                                  | jan.           | fév.           | mars           | avril            | mai           | juin          | jui.           | août           | sep.            | oct.          | nov.           | déc.             | année    |
| ------------------------------------- | -------------- | -------------- | -------------- | ---------------- | ------------- | ------------- | -------------- | -------------- | --------------- | ------------- | -------------- | ---------------- | -------- |
| Température minimale moyenne (°C)     | −3,6           | −3,7           | −0,6           | 2,2              | 6,2           | 9,7           | 11,4           | 11,1           | 7,7             | 4,6           | 0,3            | −2,5             | 3,6      |
| Température moyenne (°C)              | 0,5            | 1              | 4,6            | 7,9              | 11,8          | 15,4          | 17,5           | 17,3           | 13,4            | 9,8           | 4,6            | 1,3              | 8,8      |
| Température maximale moyenne (°C)     | 4,6            | 5,7            | 9,8            | 13,6             | 17,3          | 21,2          | 23,5           | 23,5           | 19,1            | 15            | 8,8            | 5,1              | 13,9     |
| Record de froid (°C) date du record   | −32 12.01.1987 | −26,2 01.02.03 | −21,7 02.03.05 | −10,8 08.04.1956 | −6 01.05.1945 | −2 03.06.1980 | 0,8 07.07.1962 | 0,1 31.08.1995 | −3,3 30.09.1995 | −9,7 25.10.03 | −16,4 30.11.10 | −23,2 27.12.1962 | −32 1987 |
| Record de chaleur (°C) date du record | 20,1 30.01.02  | 21,5 24.02.21  | 24,9 31.03.21  | 27 21.04.18      | 33 28.05.1945 | 35 26.06.19   | 38 25.07.19    | 37 24.08.23    | 32,8 10.09.23   | 29,4 07.10.09 | 23,5 08.11.15  | 20,3 16.12.1989  | 38 2019  |
| Précipitations (mm)                   | 115,3          | 105,4          | 107,5          | 105              | 139,9         | 124,5         | 123,1          | 121,3          | 113,6           | 128,9         | 131,4          | 147,7            | 1 463,6  |

| Diagramme climatique                                  |              |              |            |              |              |               |               |              |            |             |              |
| J                                                     | F            | M            | A          | M            | J            | J             | A             | S            | O          | N           | D            |
| 4,6−3,6115,3                                          | 5,7−3,7105,4 | 9,8−0,6107,5 | 13,62,2105 | 17,36,2139,9 | 21,29,7124,5 | 23,511,4123,1 | 23,511,1121,3 | 19,17,7113,6 | 154,6128,9 | 8,80,3131,4 | 5,1−2,5147,7 |
| Moyennes : • Temp. maxi et mini °C • Précipitation mm |              |              |            |              |              |               |               |              |            |             |              |

Les paramètres climatiques de la commune ont été estimés pour le milieu du siècle (2041-2070) selon différents scénarios d'émission de gaz à effet de serre à partir des nouvelles projections climatiques de référence DRIAS-2020. Ils sont consultables sur un site dédié publié par Météo-France en novembre 2022.

### Environnement
Le territoire de la commune de Doubs est caractérisé par des hivers froids (souvent secs), mais ils n'excluent pas une grande richesse écologique, liée à la variété de la faune et de la flore des milieux de moyenne montagne et à la présence de massifs forestiers (importante forêt communale de Doubs).

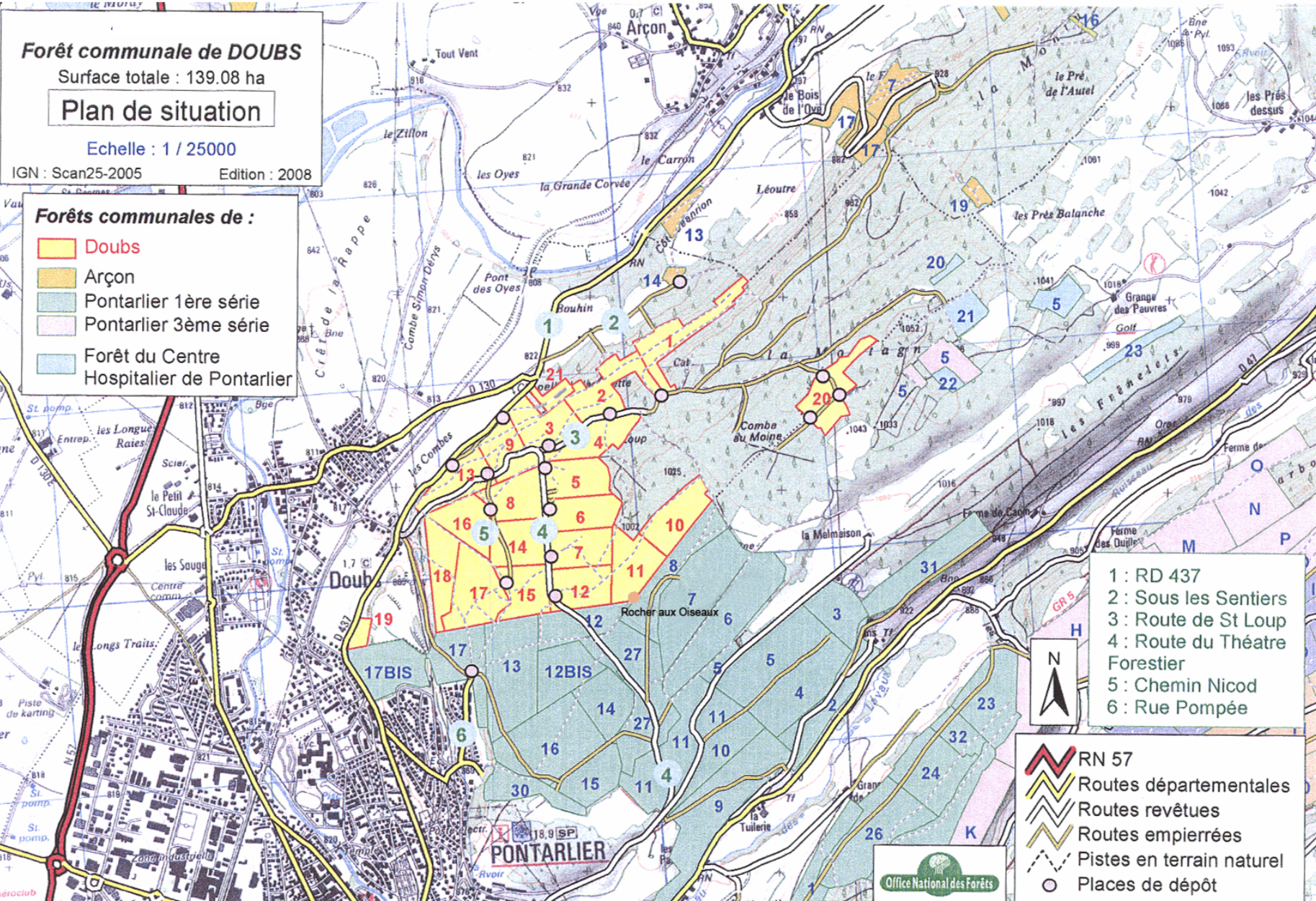
Carte des massifs forestiers de Doubs et des alentours.

### Cadre géologique
Doubs s'inscrit dans la grande région naturelle du Jura interne. Elle s'y est implantée dans une dépression correspondant à une cuvette synclinale préglaciaire, la plaine appelée plaine de l’Arlier. Il s'agit plus précisément d'un synclinorium, de Frasne à Bonnevaux et au débouché d’une importante cluse. Au sein de ce passage obligé au sein du massif du Jura, s'est formé un delta glacio-lacustre. Le décrochement de Doubs, avec Pontarlier, recoupe toute la Haute-Chaîne du Jura, depuis le nord de Lausanne jusqu'au plateau d'Ornans. Ce décrochement est traduit dans le paysage par une longue dépression linéaire qui est due à l'érosion des terrains fracturés. Cela favorise le drainage des eaux : le cours du Doubs passant par ce décrochement permet le captage des eaux de la rivière en profondeur vers la Loue, car la faille interrompt la continuité des marnes imperméables du Lias. Le face à face de plis anticlinaux et synclinaux oblige le Doubs à suivre le décrochement sur plusieurs kilomètres dans une zone de Doubs à Pontarlier, avant de reprendre son cours vers le NE. La carte géologique de Doubs présente un sous-sol composé de terrains alluvionnaires glaciaires et des moraines.

Carte géologique simplifiée des unités structurales du massif du Jura.

### Hydrographie
La ville est traversée par le Doubs. Le Drugeon et le ruisseau des Entreportes arrosent également la commune.

### Voies de communication et transports
La commune de Doubs fut rapidement desservie par une voie de communication, mise en service en 1888 par la Compagnie des chemins de fer de Paris à Lyon et à la Méditerranée (PLM). Il s’agit de la ligne ferroviaire historique de Gilley-Pontarlier, inaugurée le 10 septembre 1888, avec une halte dans la commune (uniquement pour les voyageurs sans bagages). Elle sera fermée au trafic ferroviaire en 1988 et déclassée en 1995. Seul un court tronçon à Pontarlier est utilisé jusqu'en 2008.

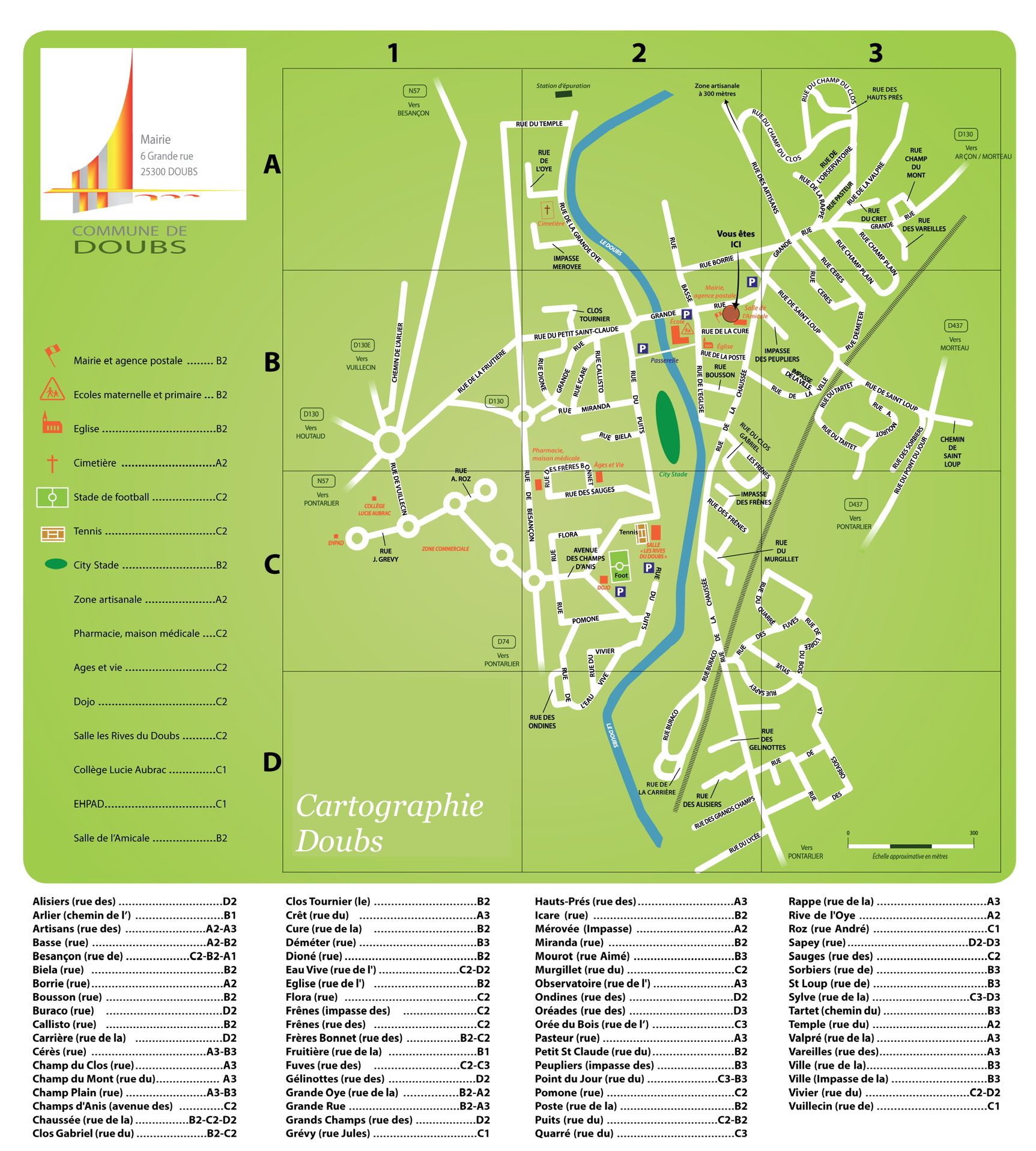
Plan de la commune de Doubs.

L’accès à la commune de Doubs se fait principalement par voie routière :  les grandes voies de communication étant la D437 (nord-est : à 3 km d’Arçon, 26 km de Morteau / sud : Pontarlier), la N57 (à 54 km de Besançon), la D130 (à 3 km de Houtaud, 20 km de Levier) et la D74 (Pontarlier).
Les transports en commun (bus) sont assurés par le réseau de transport interurbain routier Mobigo de Bourgogne-Franche-Comté.

## Toponymie
Les premières mentions écrites du village seront : Dubio en 1128, Dou en 1275 ; mais aussi Doulz, Dubium, Dyion dans des testaments de l'officialité de Besançon.
Le nom de la commune est inéluctablement lié au nom de la rivière qui la traverse : le Doubs (qui donnera également son nom au département du Doubs).
Le nom de ce cours d’eau, mentionné anciennement sous la forme Dubis, vient du celtique (gaulois) dub qui signifie « noir ». Sa première mention écrite apparaît dans les Commentaires sur la Guerre des Gaules de Jules César. C'est un nom féminin à l'origine dubui, dubi(s), comme la plupart des noms de rivière antiques. On retrouve plusieurs noms de rivière analogues en Grande-Bretagne du type Dove, d'une forme en -ā (dubuā) et des noms dérivés en France (la Dhuine, la Dheune ou la Deûle). La racine celtique ancienne du mot, dubu-, est prolongée par le vieux gallois dub-, gallois, breton du et l'irlandais dub, signifiants « noir ».

## Urbanisme

### Typologie
Au 1er janvier 2024, Doubs est catégorisée centre urbain intermédiaire, selon la nouvelle grille communale de densité à 7 niveaux définie par l'Insee en 2022.
Elle appartient à l'unité urbaine de Pontarlier, une agglomération intra-départementale dont elle est une commune de la banlieue,. Par ailleurs la commune fait partie de l'aire d'attraction de Pontarlier, dont elle est une commune du pôle principal,. Cette aire, qui regroupe 54 communes, est catégorisée dans les aires de moins de 50 000 habitants,.

### Occupation des sols
L'occupation des sols de la commune, telle qu'elle ressort de la base de données européenne d’occupation biophysique des sols Corine Land Cover (CLC), est marquée par l'importance des territoires agricoles (38,6 % en 2018), en diminution par rapport à 1990 (46,4 %). La répartition détaillée en 2018 est la suivante :
forêts (36,5 %), terres arables (19,9 %), prairies (15,9 %), zones urbanisées (13,7 %), zones industrielles ou commerciales et réseaux de communication (5,8 %), eaux continentales (3,6 %), zones agricoles hétérogènes (2,9 %), mines, décharges et chantiers (1,7 %). L'évolution de l’occupation des sols de la commune et de ses infrastructures peut être observée sur les différentes représentations cartographiques du territoire : la carte de Cassini (XVIIIe siècle), la carte d'état-major (1820-1866) et les cartes ou photos aériennes de l'IGN pour la période actuelle (1950 à aujourd'hui).

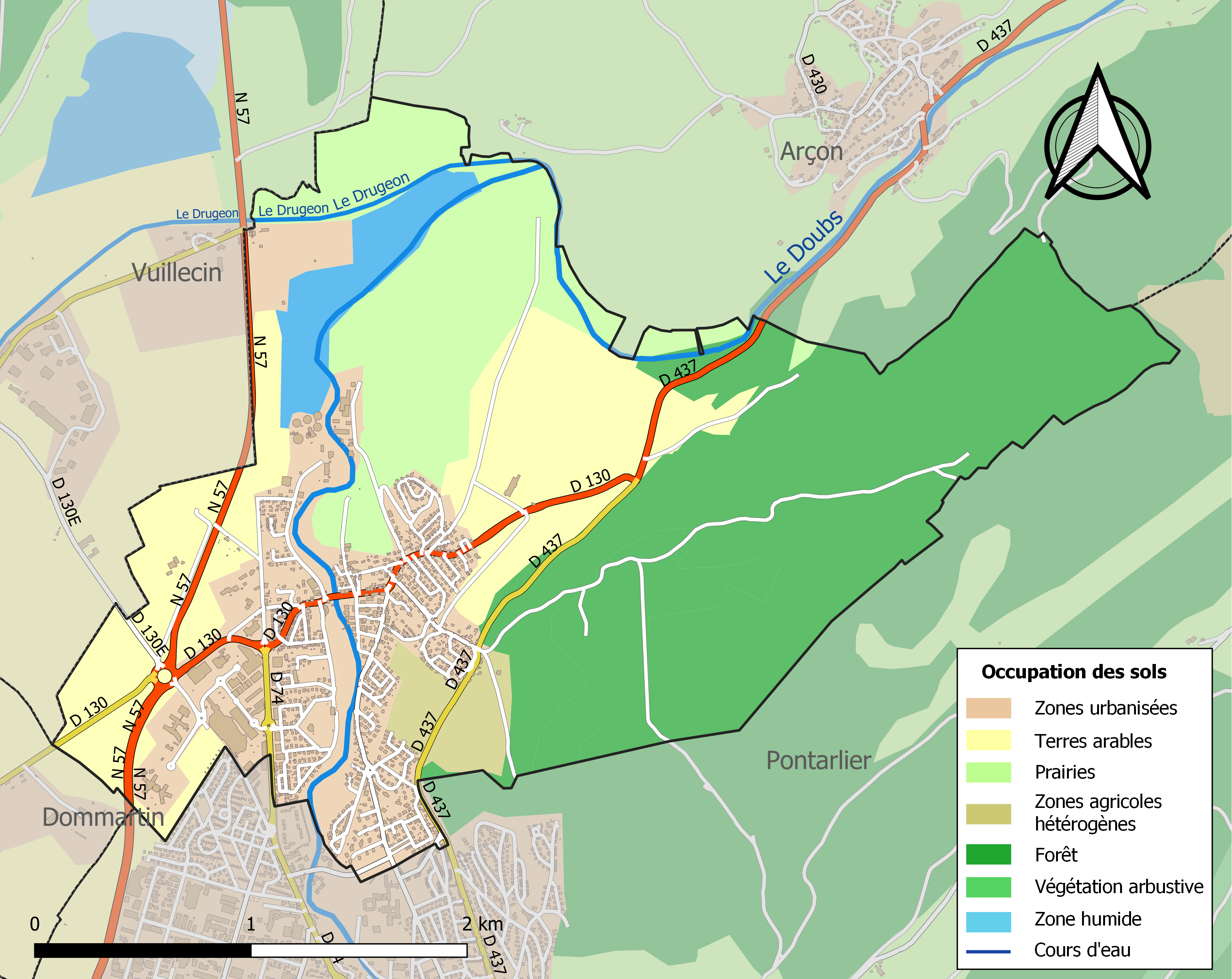
Carte des infrastructures et de l'occupation des sols de la commune en 2018 (CLC).

### Morphologie urbaine
La commune de Doubs s'est développée sur un plateau, à environ 800 mètres d'altitude, au pied du Larmont (1 323 mètres). Elle est traversée par le Doubs.
La commune possède quelques parcs fleuris et monuments, comme l’église de l’Assomption et deux chapelles, témoignant de l’importance et l’influence religieuse de Doubs dans la région, avec surtout le déplacement des reliques de Saint Pie depuis Rome.
Le château de Joux, situé sur la commune proche de La Cluse-et-Mijoux, est l'un des hauts lieux de l'histoire féodale et militaire du Haut-Doubs.

### Risques naturels et technologiques

#### Risques sismiques
La commune de Doubs (ainsi que l’ensemble du territoire de Pontarlier) est située en zone de sismicité no 3 (modérée). C’est le cas de la plupart des communes situées sur le plateau jurassien,.
| Type de zone | Niveau            | Définitions (bâtiment à risque normal) |
| ------------ | ----------------- | -------------------------------------- |
| Zone 3       | Sismicité modérée | accélération = 1,1 m/s2                |

## Histoire
Diverses découvertes semblent prouver que le site, à l'extrémité orientale de la Chaux d'Arlier, était occupé dans des temps très reculés. En effet, la grande voie romaine d’Italie dans les Gaules passait déjà par la plaine de Doubs durant l’Antiquité, traversant les différents cours d’eau de la région.
Entre le VI° et le VIIe siècle, le territoire de Doubs fut occupé lors de la dynastie mérovingienne. Plus de 600 tombes seront comptabilisées, lorsque la nécropole mérovingienne de la Grande Oye, au plein cœur de Doubs, sera découverte lors de la construction d’un lotissement, plus d’un millénaire plus tard, en 1987.
Ce n'est pourtant qu'en 1169 que Dubio entre réellement dans l'histoire, par une charte d'Amaury III de Joux qui confirme les donations faites à Montbenoît par son prédécesseur, Amaury II, « d’un certain Girod, pêcheur de Doubs, de ses enfants, de ses terres et des droits qu’il avait sur eux ».
La localité s’est assez bien développée au fil des siècles, en raison de sa proximité avec Pontarlier, axe d'échanges d’une région convoitée (dès le Moyen Âge, pour sa proximité avec la Suisse) et la cluse de Joux, située à environ 12 km de la commune (connue depuis l'Antiquité comme le lieu de passage principal pour traverser le massif du Jura).

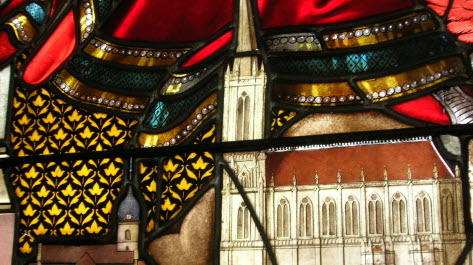
Vitrail représentant l’ancienne église de Doubs, avant sa démolition et la reconstruction d’une nouvelle.

Comme tout le Haut-Doubs, elle souffrira beaucoup de l'invasion française durant la guerre de Dix Ans, voyant sa population passer de 64 feux en 1614 à 37 après la fin du conflit (1688). Lors d’un siège, la commune subira l’installation et l’infestation de rats, à l’origine de l’appellation locale des habitants de Doubs : Guerrats (explication étymologique : association des mots guerre et rats).
L’histoire de Doubs est étroitement liée à celle de son église. En 1208, Renaud de Durant, alors propriétaire de l’église de Doubs, en fait don à l’abbaye de Montbenoît pour se faire pardonner des maux qu’il avait causés (ces dons seront d’ailleurs confirmés vingt ans plus tard par Henri Ier). L’église sera finalement récupérée par la commune, quelques siècles plus tard. Le 24 octobre 1781, les reliques de Saint Pie (un martyr des catacombes romaines, lors des premiers siècles de l’Église) sont transférées de Rome à Doubs. Le « culte de Saint Pie », était très suivi dans la région, et l’église fit face à un afflux quotidien de pèlerins (venant principalement de l’est et du nord de la France). Pour pallier cette fréquentation inhabituelle, la construction de la nouvelle église fut donc ordonnée à Doubs en 1863. L’inauguration de la nouvelle église, de style néogothique, eut lieu en 1869, bénie par le cardinal Mathieu (de Besançon). Cependant, en raison de problèmes financiers, la construction était inachevée : il manquait la flèche du clocher, qui ne sera construite qu’en 1931, en béton armé et d’une hauteur de près de 66,50m au sommet de la flèche, dépassant volontairement celle de l’église Saint Bénigne de Pontarlier en raison d’une ancienne querelle entre les deux communes (bénie cette fois-ci par Monseigneur Binet). Le 10 janvier 1988, l’orgue de l’église fut installé et habillé d’un buffet du même style que l’église, contenant 270 tuyaux et capable de produire six registres de sons,,.

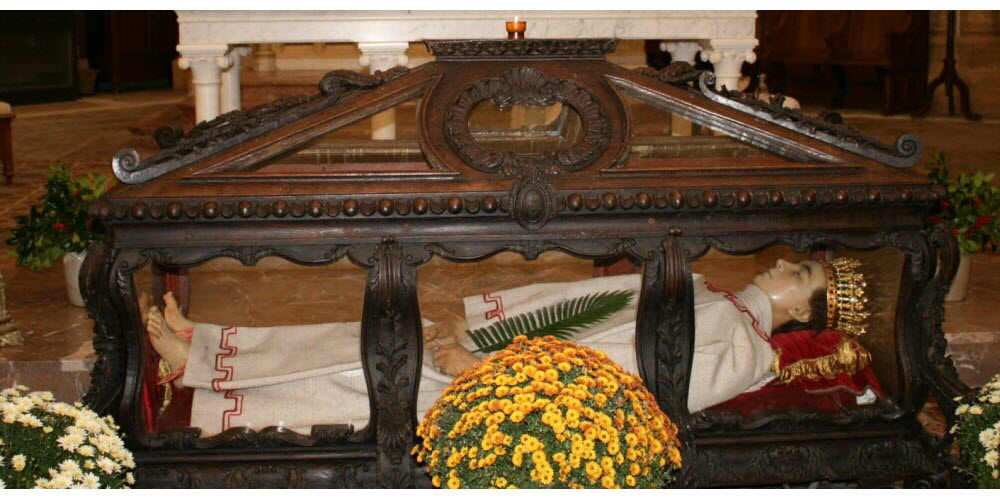
Le martyr Saint Pie dans sa châsse, lors de sa fête par la paroisse le 28 octobre 2015.

Chaque 24 octobre, elle se remplit de pèlerins, fêtant l’arrivée des reliques de Saint Pie en 1781, de la capitale de la chrétienté à l’église communale.
Commune essentiellement agricole, si ses rendements sont faibles à cause de l'humidité des terres et de la rigueur du climat, l'élevage y est plus florissant. Un martinet et deux papeteries sont installés au bord du Doubs. Cet embryon d'industrie locale sera rejoint par une dizaine d'établissements au cours des siècles. La proximité de Pontarlier transforme peu à peu la commune en ville-dortoir.

## Politique et administration
| Période                                  | Période  | Identité              | Étiquette | Qualité                                            |
| ---------------------------------------- | -------- | --------------------- | --------- | -------------------------------------------------- |
| 1971                                     | 1977     | Gaston Dubiez         |           |                                                    |
| 1977                                     | 1995     | André Cuinet          | UDF       | Conseiller régional Conseiller général (1979-2004) |
| 1995                                     | 2001     | Christian Ortelli     |           |                                                    |
| mars 2001                                | 2008     | Alphonse Thiébaud     | UDF       |                                                    |
| mars 2008                                | mai 2020 | Régis Marceau         | UMP-LR    | Administrateur de sociétés                         |
| mai 2020                                 | En cours | Georges Côte-Colisson |           |                                                    |
| Les données manquantes sont à compléter. |          |                       |           |                                                    |

## Population et société

### Démographie
L'évolution du nombre d'habitants est connue à travers les recensements de la population effectués dans la commune depuis 1793. Pour les communes de moins de 10 000 habitants, une enquête de recensement portant sur toute la population est réalisée tous les cinq ans, les populations de référence des années intermédiaires étant quant à elles estimées par interpolation ou extrapolation. Pour la commune, le premier recensement exhaustif entrant dans le cadre du nouveau dispositif a été réalisé en 2006.

En 2022, la commune comptait 3 309 habitants, en évolution de +11,49 % par rapport à 2016 (Doubs : +1,88 %, France hors Mayotte : +2,11 %).
| 1793 | 1800 | 1806 | 1821 | 1831 | 1836 | 1841 | 1846 | 1851 |
| ---- | ---- | ---- | ---- | ---- | ---- | ---- | ---- | ---- |
| 400  | 372  | 359  | 305  | 332  | 376  | 380  | 376  | 384  |

| 1856 | 1861 | 1866 | 1872 | 1876 | 1881 | 1886 | 1891 | 1896 |
| ---- | ---- | ---- | ---- | ---- | ---- | ---- | ---- | ---- |
| 367  | 422  | 458  | 414  | 386  | 341  | 367  | 336  | 328  |

| 1901 | 1906 | 1911 | 1921 | 1926 | 1931 | 1936 | 1946 | 1954 |
| ---- | ---- | ---- | ---- | ---- | ---- | ---- | ---- | ---- |
| 308  | 330  | 322  | 358  | 322  | 349  | 347  | 402  | 533  |

| 1962 | 1968 | 1975  | 1982  | 1990  | 1999  | 2006  | 2011  | 2016  |
| ---- | ---- | ----- | ----- | ----- | ----- | ----- | ----- | ----- |
| 623  | 789  | 1 049 | 1 267 | 1 677 | 2 266 | 2 405 | 2 654 | 2 968 |

| 2021  | 2022  | - | - | - | - | - | - | - |
| ----- | ----- | - | - | - | - | - | - | - |
| 3 272 | 3 309 | - | - | - | - | - | - | - |

#### Familles existant au dix-huitième siècle
Baverel, Bernard, Bunot, Carmillet, Clerc, Cuinet, Daval, Deleule, Dornier, Dubiez (nom typique du village > racines étymologiques équivalentes), Edme, Girard, Griffond, Guyon, Jacquemot, Jeangirard, Jeannier, Joray, L'Homme, Loriot, Louvier (meunier), Lucas, Maire, Marguet, Naviller, Nicolet (recteur d'école), Paillard, Parnet, Peclet, Periguet, Perny, Roux, Thiebau, Trimaille, Vermot.

#### Impact des deux guerres mondiales
- 1914-1918 : dix soldats ont péri au front : Just Baudin, Maurice Bellieres, Camille Blondeau, Arthur Clerc, Émile Clerc, Maurice Clerc, Louis Della-Chiesa, Paul Devillers, Maurice Gresset et André Raison[37].
- 1939-1945 : deux personnes ont péri au front[38].

### Enseignement
La commune de Doubs héberge quelques établissements scolaires sur son territoire :
- Groupe scolaire Gaston Dubiez : école élémentaire (maternelle et primaire), accueillant aux alentours de 130 écoliers chaque année. Le nom du groupe scolaire a été choisi par le conseil municipal et les enseignants de l’époque pour rendre hommage à Gaston Dubiez et à sa femme, Yvonne Dubiez (née Mathey). Cette dernière était directrice de l’école maternelle, et ils ont enseigné tous deux à l’école de Doubs. Gaston Dubiez sera par la suite maire du village (1971-1977) et œuvrera pour la construction du groupe scolaire actuel, en transférant notamment les salles de classe qui se trouvaient alors dans le bâtiment Pergaud, préfabriqué et très énergivore[39]. Gaston Dubiez (1912-2006).

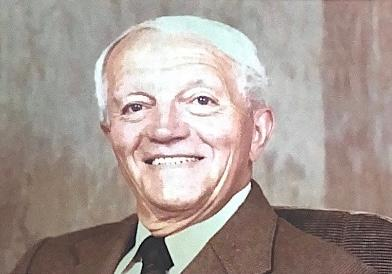
Gaston Dubiez (1912-2006).

- Collège Lucie Aubrac : créé en 2007 par le Conseil General, pour répondre à la demande liée à la forte évolution démographique dans le Haut-Doubs (les deux collèges existants en 2006 :« André Malraux » et « Philippe Grenier » étaient saturés et surchargés). Le nom attribué à ce collège, choisi par l’Assemblée départementale, est riche au sens historique. Il rend hommage à Lucie Aubrac, résistante héroïque durant la Seconde guerre mondiale, qui a tant œuvré pour la transmission de la Mémoire auprès des jeunes générations. La construction de l’édifice mit 2 ans et le collège est rentré en service depuis la rentrée 2007, disposant du dispositif SEGPA et accueillant environ 650 collégiens chaque année. Le collège poursuit de nombreux projets qui font sa différence, comme "Autonomie et Responsabilisation des élèves", qui lui a valu le prix du Vivre Ensemble 2015 aux Journées Nationales de l'Innovation de l'Éducation nationale[40]. Collège Lucie Aubrac, 2 rue Jules Grévy.

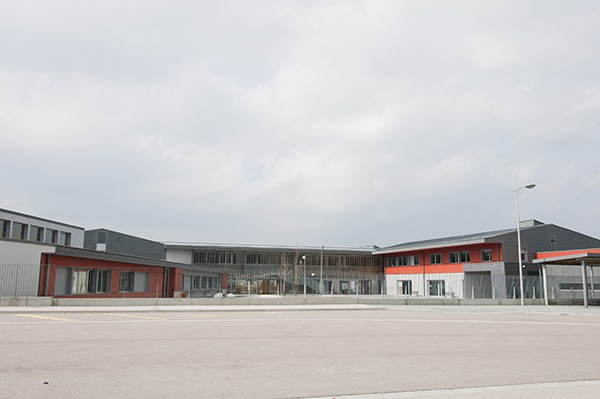
Collège Lucie Aubrac, 2 rue Jules Grévy.

## Économie

### Commerce

#### Grande distribution
Les grandes surfaces commerciales sont regroupées principalement au sein de la zone d’activités économiques « Entre deux chemins », située sur la commune de Doubs. Il s’agit de 8 ha de terrain entre la RN 57 et la zone commerciale de Doubs qui ont été classés en zone d’activité (ou pôle commercial) à dominante tertiaire (commerces et services). Une trentaine de commerces et de services y sont installés à ce jour, avec des enseignes nationales comme Décathlon, Darty, Gifi, la Fnac et surtout un hypermarché de l’enseigne Hypermarché U, dont l’effectif dépasse les 200 salariés.

#### Entreprises principales
| Nom                           | Catégorie            | Effectif | Activité                        |
| ----------------------------- | -------------------- | -------- | ------------------------------- |
| Distridoubs (Hyper U)         | Commerce             | 200-249  | Hypermarché                     |
| Soc Coop Fromagerie Fruitière | Commerce alimentaire | 20-49    | Fromagerie / fruitière à comté  |
| L’Entrepôt du Bricolage       | Commerce             | 50-99    | Vente de bricolage et matériaux |
| Décathlon                     | Commerce             | 50-99    | Vente équipement de sport       |
| Marceau SAS                   | Industrie            | 45       | Atelier de mécanique            |
|                               |                      |          |                                 |
|                               |                      |          |                                 |
|                               |                      |          |                                 |
|                               |                      |          |                                 |
|                               |                      |          |                                 |
|                               |                      |          |                                 |

## Culture locale et patrimoine

### Lieux et monuments
- Une nécropole mérovingienne, découverte en 1987, qui révèle une implantation antique relativement ancienne. La majorité des vestiges ont été déposés au musée de Pontarlier.
- L’église de l’Assomption, de style néogothique construite en 1869 et qui domine toute la plaine d'Arlier (66,50 mètres de haut).
- La chapelle Saint-Claude construite dans la 2e moitié du XIXe siècle, située à l'intersection de la rue Besançon et de la rue de la Fruitière, recensée dans la base Mérimée à la suite du récolement de 1978[43].
- La chapelle de la Salette, située au bord de la RD 130.
- Une fontaine dite de Cérès, en raison de la sculpture qui en somme la colonne (transformée récemment en bac à fleurs). À l'origine, cette fontaine ornait la place Saint-Pierre de Pontarlier, au XIXe siècle.
- La Stèle Saint-Loup, construite en mémoire d'Alfred de Saint Loup, lieutenant militaire, mort lors d'une chute à cheval le 8 juillet 1899, alors qu'il n'avait que 21 ans.
- Un linteau gravé de l'ancienne fromagerie.
- Le Groupe scolaire Gaston Dubiez, qui rend hommage à l’ancien maire du village et instituteur, Gaston Dubiez (1971-1977) et à son épouse, Yvonne Dubiez (née Mathey), directrice de l’école maternelle.
- Le sapin président « Michel Besson », intronisé le 4 juin 1994. Sa date de naissance est estimée à 1794. Il a une hauteur de plus de 40 mètres. Sa circonférence, à 1,80 mètres de hauteur, est de 3,30 mètres. En juillet 2017, il est étêté par un orage.

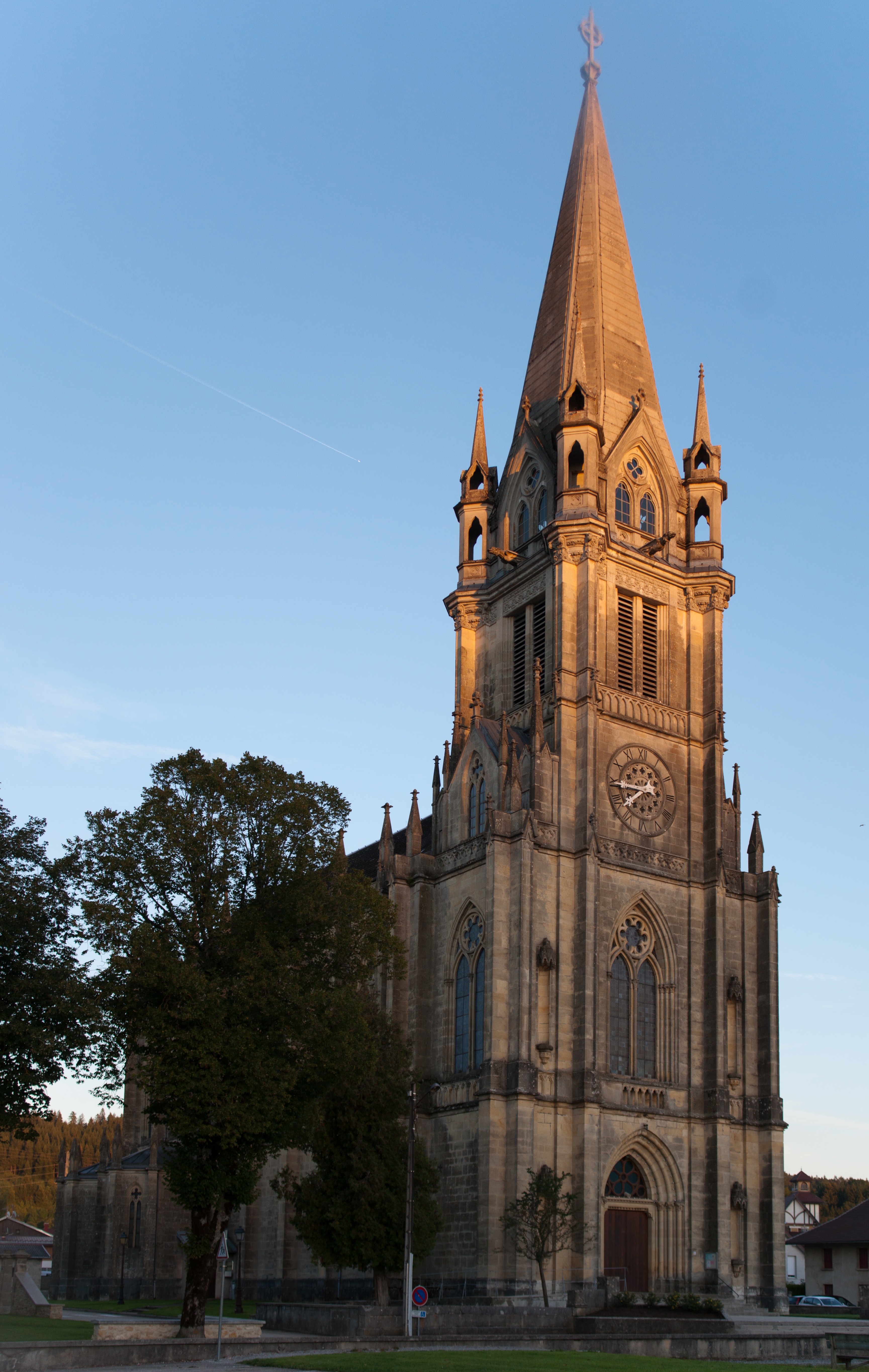
Église de l'Assomption.
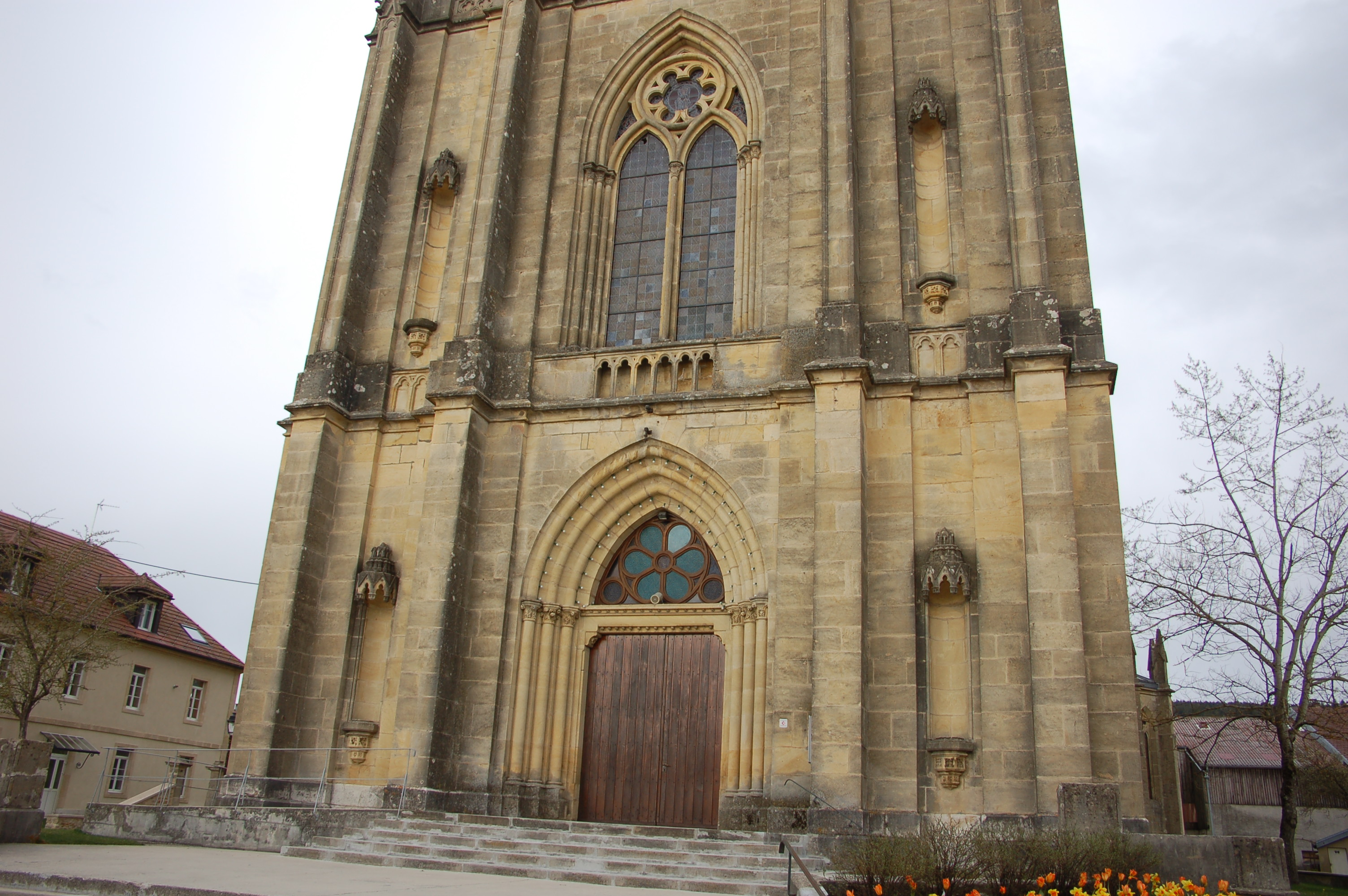
Façade de l'église.
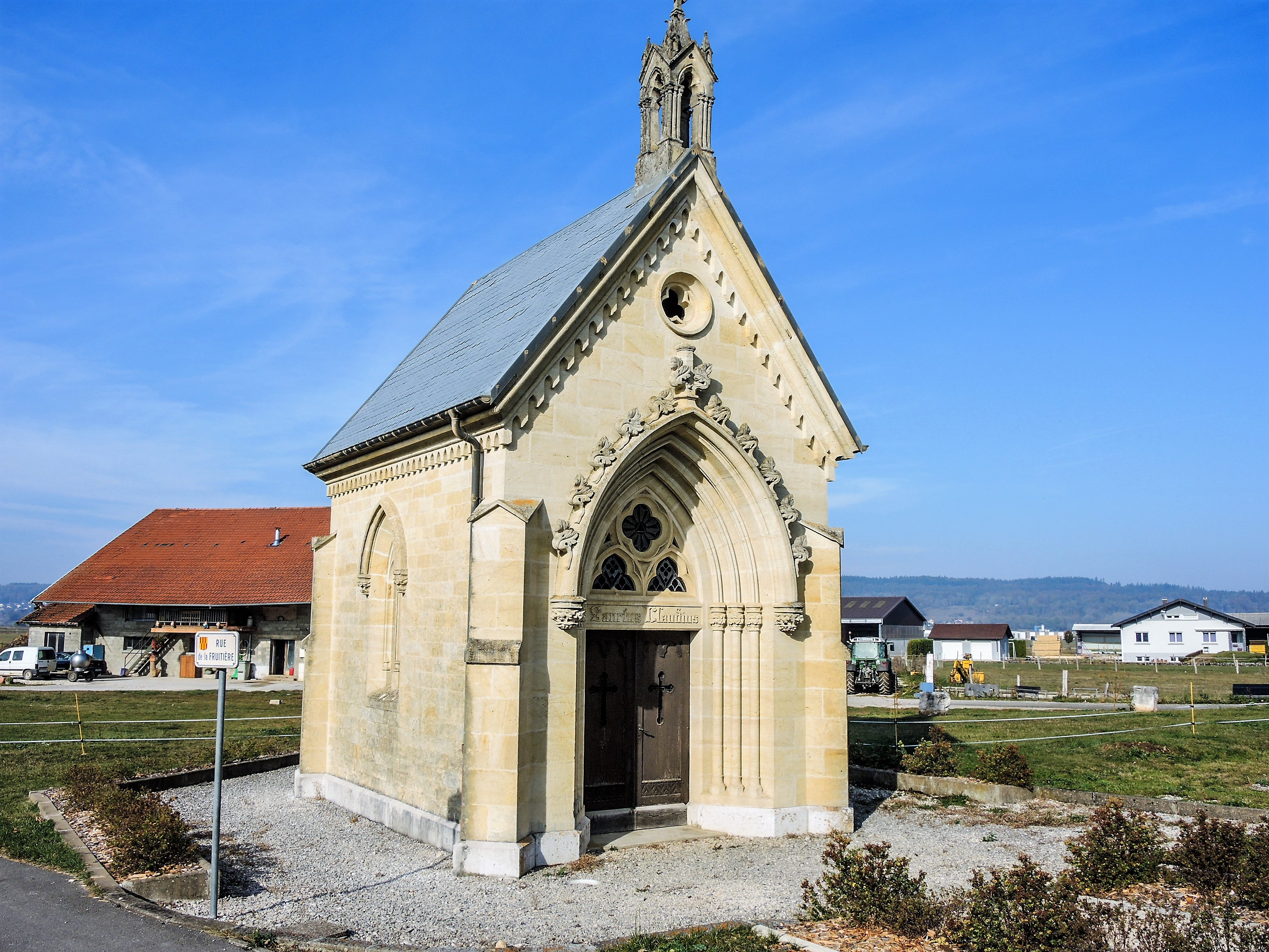
Chapelle Saint-Claude.
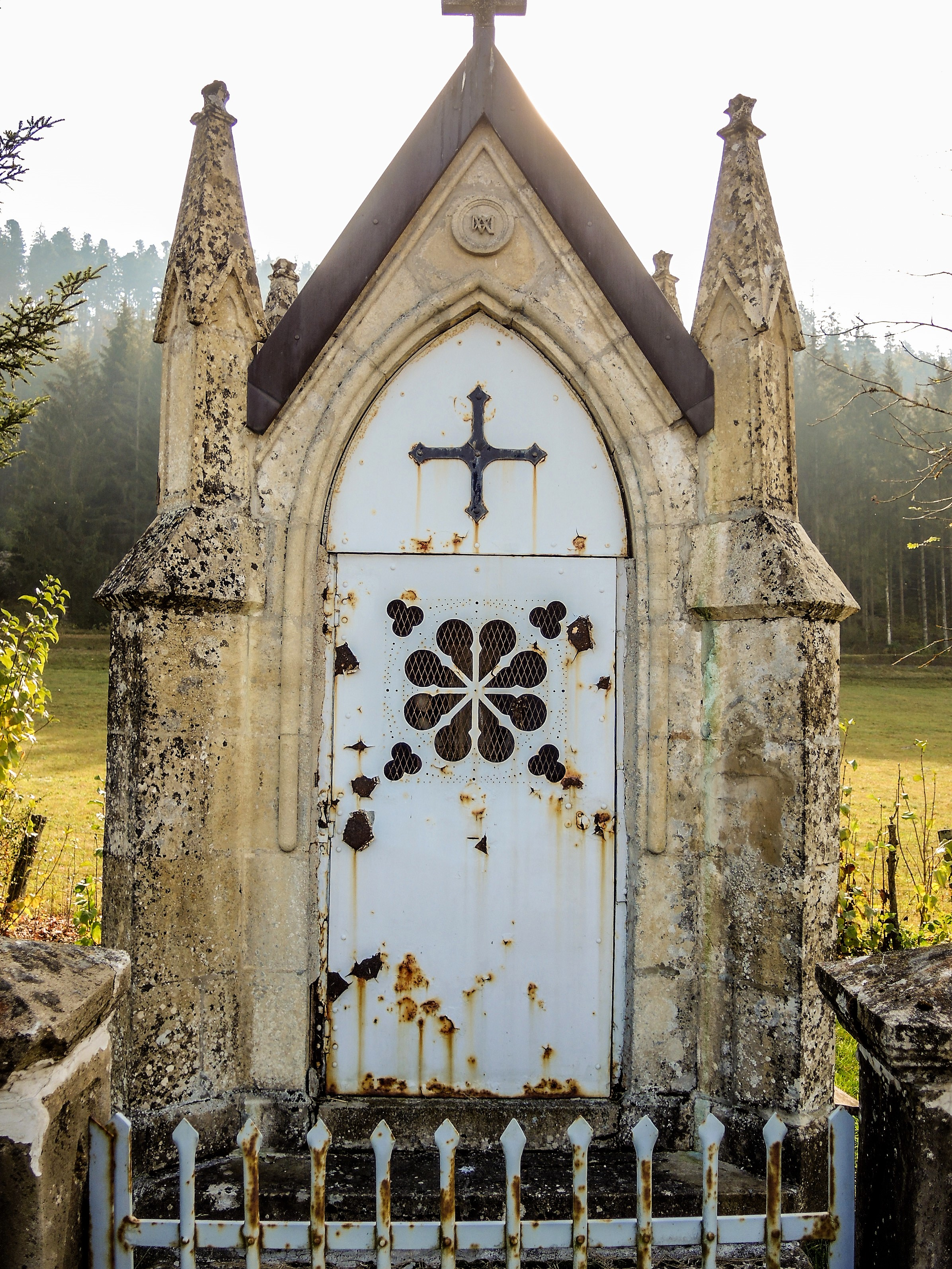
Chapelle de la Salette.
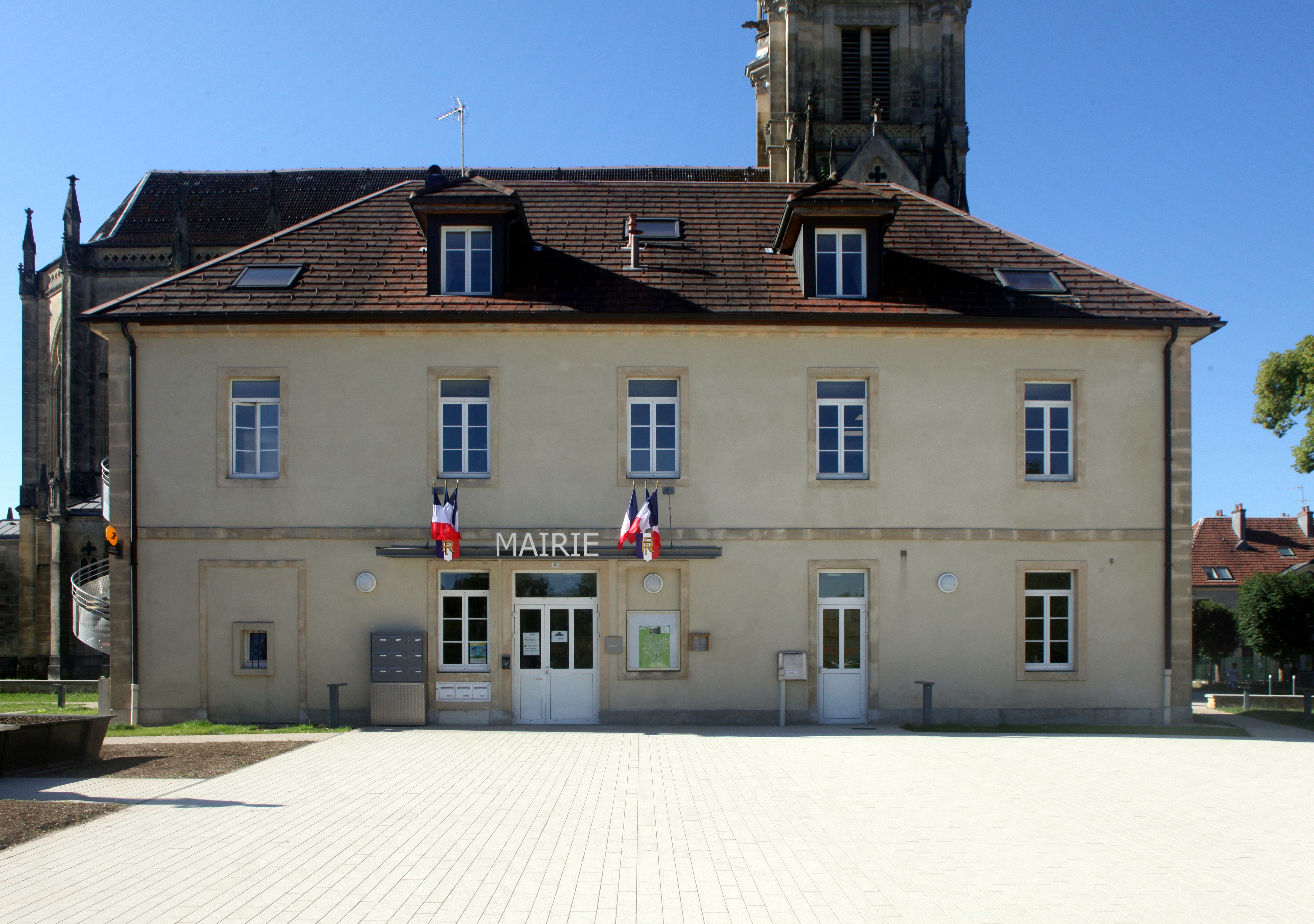
Mairie.
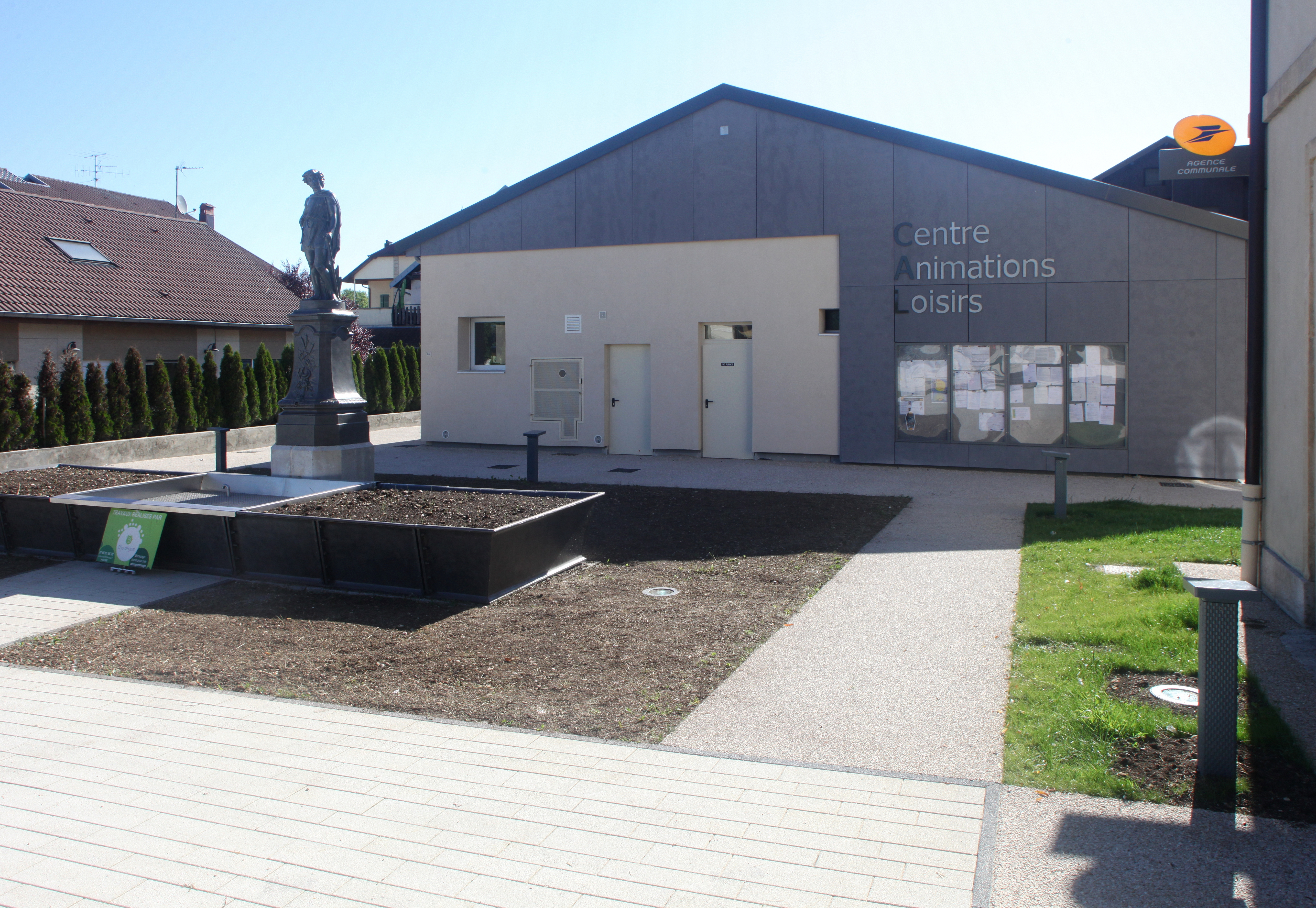
Centre animations loisirs.

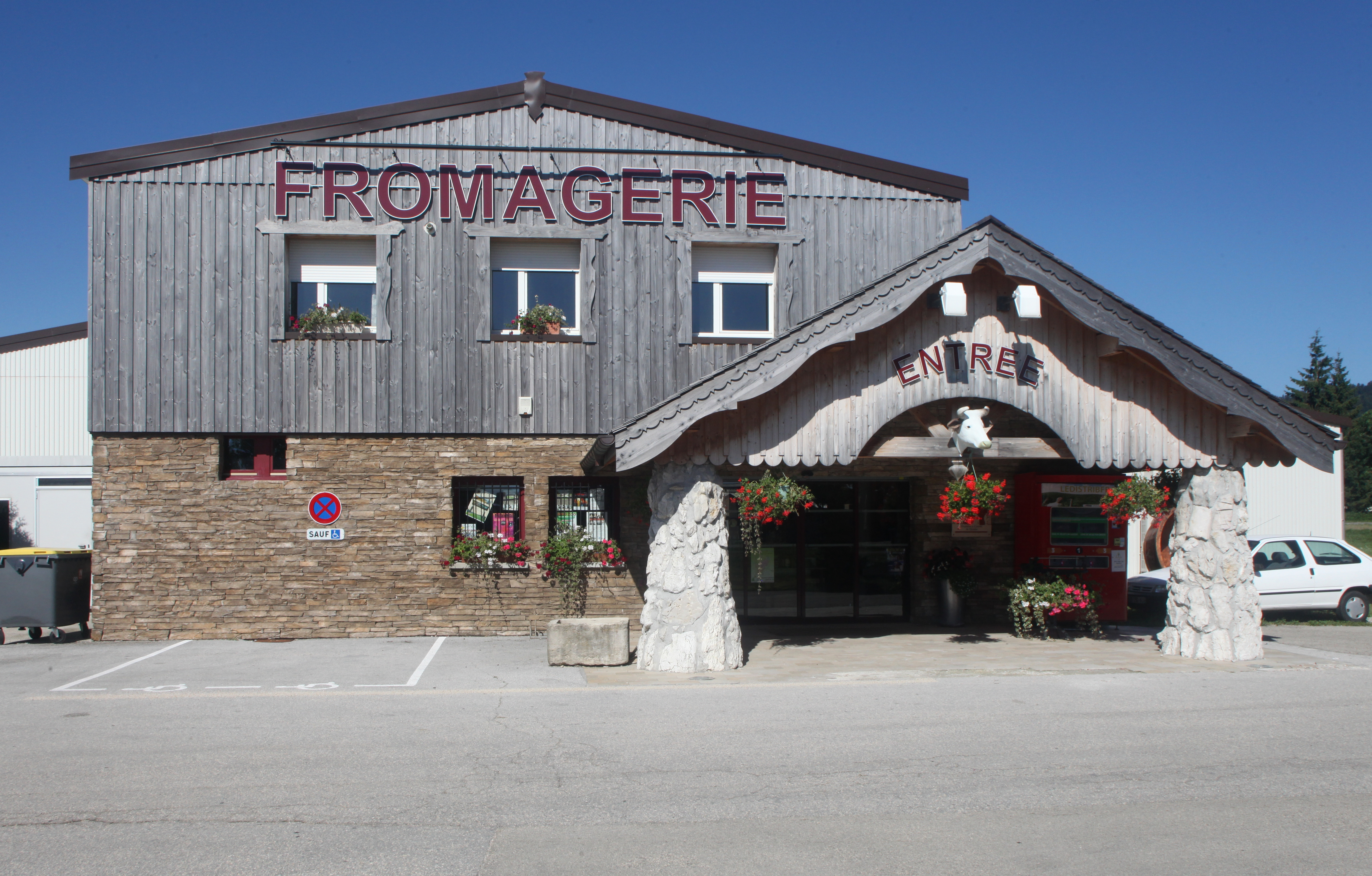
Fruitière.
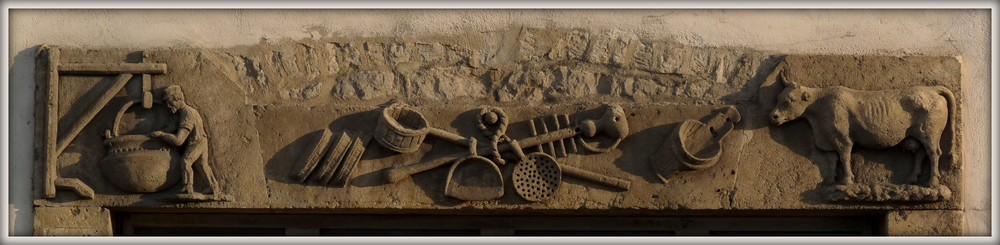
Linteau gravé de l'ancienne fromagerie de Doubs.
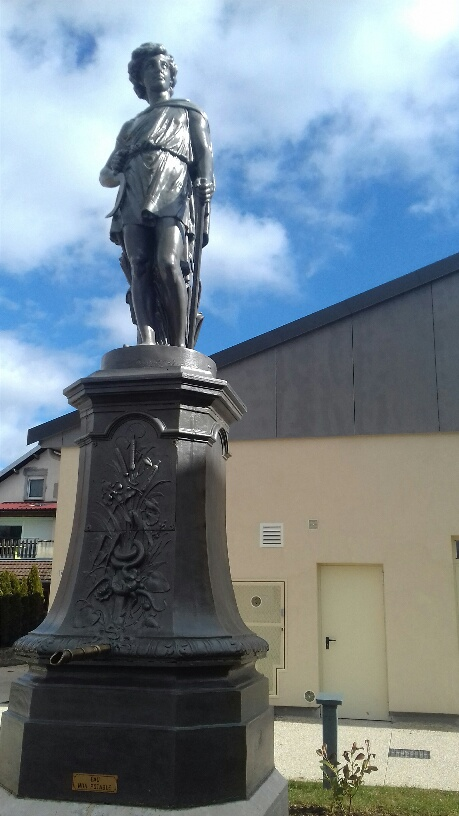
Fontaine de Cérès.

### Personnalités liées à la commune
- Saint Pie (premiers siècles de l’Église) : martyr des catacombes romaines, ses reliques seront transférées de Rome à Doubs.
- Pierre Chaillet (1900-1972) : prêtre, théologien et professeur français.[pourquoi ?]

### Héraldique
| Blason de Doubs | Blason  | Palé contre-palé d'or et de gueules. |
| Blason de Doubs | Détails | Le site de la commune donne d'or et de gueules et les panneaux de rue les couleurs inverses. Le statut officiel du blason reste à déterminer. |

Ce sont celles de la famille seigneuriale ayant porté, au Moyen Âge, le nom du village.